# Колфакс (Илиноис)
Колфакс (енгл. Colfax) град је у америчкој савезној држави Илиноис.

## Демографија
По попису из 2010. године број становника је 1.061, што је 72 (7,3%) становника више него 2000. године.
| Група             | 2000.       | 2010.         |
| Белци             | 968 (97,9%) | 1.029 (97,0%) |
| Афроамериканци    | 0 (0,0%)    | 10 (0,9%)     |
| Азијати           | 0 (0,0%)    | 0 (0,0%)      |
| Хиспаноамериканци | 14 (1,4%)   | 14 (1,3%)     |
| Укупно            | 989         | 1.061         |